# Latgal nyelv
A latgal nyelv (latgalul: latgalīšu volūda, lettül: latgaliešu valoda) vagy latgal nyelvjárás (latgalul: latgalīšu volūdys izmeja, lettül: latgaliešu valodas paveids) a lett nyelv egyik nyelvjárása, amelyet körülbelül 200 000-en
beszélnek Lettország legkeletibb, Latgale nevű kultúrtáján, és amely a lettől elsősorban hangtanában és szókincsében tér el.

## A lett nyelv nyelvjárásai

A lett nyelv nyelvjárásai

A lett nyelvészet hagyományosan három fő nyelvjárást különböztet meg, amelyek további alnyelvjárásokra oszthatók.
- Lībiskais dialekts – lív nyelvjárás
  - Kurzemes izloksnes – kurzemei al-nyelvjárás
  - Vidzemes izloksnes – vidzemei al-nyelvjárás
- Vidus dialekts – középső nyelvjárás
  - Kursiskās izloksnes – kurs/kursz al-nyelvjárás
  - Zemgaliskās izloksnes – zemgal/zemgál al-nyelvjárás
  - Vidzemes izloksnes – vidzemei al-nyelvjárás
- Aukšzemnieku dialekts – felső nyelvjárás
  - Latgaliskās izloksnes – latgal nyelvjárás
  - Sēliskās izloksnes – sel/szél al-nyelvjárás

A lett lív nyelvjárása nem azonos a lív nyelvvel, amely egy balti finn nyelv. Ugyanakkor a lett lív nyelvjárására igen nagy hatást gyakorolt a lív nyelv, a lív nyelvjárás azon a területen alakult ki, amelyen egykor a lívek laktak, azaz a Balti-tenger partvidékén, ennek megfelelően a lív nyelvjárásnak van kurzemei, azaz Kurzeme területén lévő és vidzemei, azaz Vidzeme területén lévő al-nyelvjárásai.
A középső nyelvjárás két alnyelvjárása szintén olyan népek neveit őrzi, amelyekkel a lettek együtt éltek, és amelyekről azt feltételezik, hogy szintén balti népek voltak. A kurszokról és a zemgalokról kevés történelmi feljegyzés maradt, nyelvükről pedig szinte semmit sem tudunk. A kurszokról mai nyelvjárási adatok alapján azt tartják, hogy vagy a kelet-balti nyelvekhez tartozott, mint a lett és a litván, vagy pedig egy teljesen eltűnt közép-balti ág tagja volt. A zemgalok valószínűleg nyelvileg nem különböztek a lettektől, nevük összetétele hasonló, mint a latgaloké, minden valószínűség szerint a zem- 'alacsony' és a gals 'vég' elemekből áll. Evvel a megnevezéssel áll szemben a harmadik nyelvjárás Aukšzemnieku , azaz aukš- 'felső' + zem(e)- 'föld' + -nieks 'ember' kifejezésével.
Az felső nyelvjárás két al-nyelvjárásból áll, a latgal nyelvjárásból és a szél nyelvjárásból, ez utóbbi a selek/szélek nevét őrzi, akikről szintén azt feltételezik, hogy balti nép voltak, de nyelvi emlék tőlük sem maradt fenn.

## Története és jelene

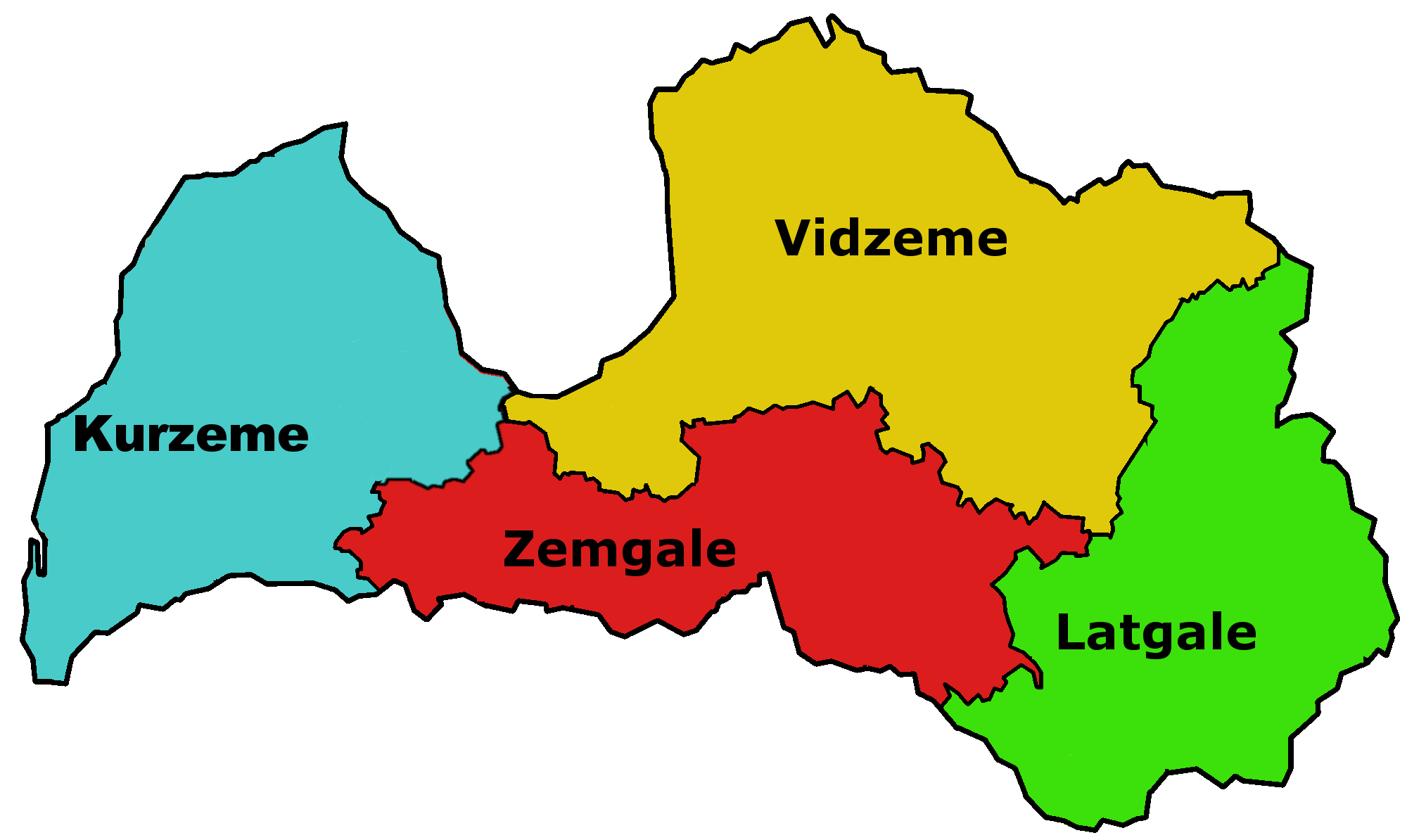
Lettország történelmi kultúrtájai: Kurzeme, Vidzeme, Zemgale és Latgale

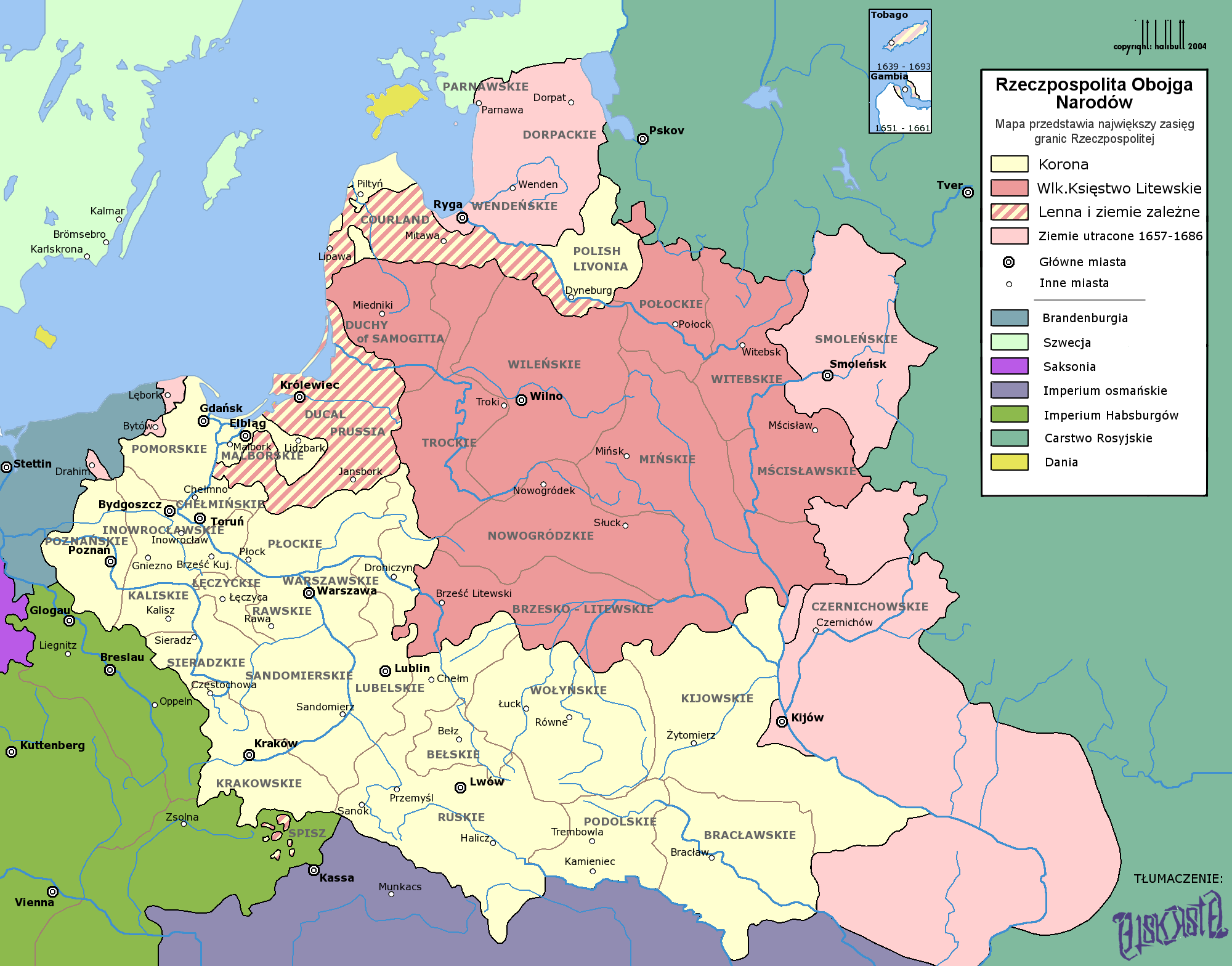
Az I. Lengyel Köztársaság 1618-ban

A mai Lettország történelme során számtalan hódításnak esett áldozatul, és az ország egyes területei gyakran más-más birodalmak fennhatósága alá tartoztak. Latgale egészen 1918-ig a másik három, lettek által lakott területhez képest teljesen eltérő módon fejlődött. A nyugati területeket a német lovagok hamar meghódították, keleten viszont először a litvánok, később pedig a lengyelek lettek az urak. Latgalét a litván-lengyel uralom alatt Inflanty Polskie ('Lengyel Lívföld') avagy egyszerűen csak Inflanty névvel illették. A kifejezés Lívföld nevéből származik, amely az idők folyamán hangalakjában módosult: Livland > Liefland > Liflanty > Iflanty > Inflanty. A litván-lengyel uralom megmutatkozott mind társadalmilag, mind kulturálisan, mind pedig nyelvileg. Az Inflanty területén erős lengyelesítést hajtottak végre, a lengyel főúri nagybirtokrendszer megszilárdította a jobbágyságot, ennek eredményeként a többi lettek által lakott területhez képest társadalmi-gazdasági lemaradás jellemezte. A területen katolizáció is zajlott, az első kinyomtatott latgal nyelvű szöveg is egy prédikációgyűjtemény fordítása volt, amit 1753-ban Vilniusban adtak ki.
1772-ben, Lengyelország első felosztásakor az Inflanty cári uralom alá került. Csakúgy, mint a lengyelek lakta területeken, itt is elkezdték a lakosság pravoszláv hitre való áttérítését és betiltották a latin betűs írást. Ezek között a körülmények indult meg a latgal újjászületési mozgalom. A mozgalom egyik vezéralakja Francis Kemps (latgalul: Fraņcs Kemps) volt, ő adta ki az első latgal nyelvű újságot a Gaisma-t ('Világosság') és az első folyóiratot az Austra-t ('Hajnal'), ő írta meg Latgale első kultúrtörténetét Latgalieši ('A latgalok') címmel. Francis Kemps alkotta meg a Latgale (latgalul: Latgola) és a latgalieši (latgalul: lotgolīši) szavakat, amely szavak első része a 'lett' jelentésű lat- (pl.: latvietis 'lett férfi') elem, második része pedig a gals 'valaminek a vége' szó, az összetétel tehát annyit jelent, mint a 'lettek vége', tehát a lettek legtávolabbi területe.

A latgal nyelv mindennapi használata 2011-ben

1918 után, Lettország függetlenségének kikiáltását követően Latgale széles körű autonómiát kapott, a latgal nyelvet hivatalosnak ismerték el, és a lakosság szabadon gyakorolhatta vallását. Az újonnan létrejött állam területeit megpróbálták egységesíteni, de a keleti területek felzárkózása lassan haladt a gazdasági és társadalmi elmaradottság, valamint a nagy számú egyéb kisebbségek miatt. A folyamatnak az 1944-es szovjet megszállás vetett véget, a latgal szellemi elit teljesen megszűnt, nagyobb részük Gulagba került, kisebb részük emigrált. A pártállami időkben a latgal különállás minden elemét üldözték.
Lettország 1991-ben kiáltotta ki a függetlenségét, ekkor a betelepítések nyomán a népességnek csupán 52%-a volt lett anyanyelvű. A keleti részeken, ahol alacsonyabb volt a születések száma, viszont nagyobb a betelepítéseké, ez az arány még rosszabb volt. Ennek következtében a nyelv különösen fontos szerepet kapott a lett politikában mint az integrálás eszköze. A felmérések alapján a Lettországban élő oroszok egy része (különösen a keleti területeken) egyáltalán nem beszéli a lettet. Viszont az idősebb lettek jól beszélik az oroszt is, és „A magánszférában a lettek a nemzetiségiekkel (értsd: oroszokkal) érintkezve ritkán kezdeményeznek beszélgetést lettül, a nemzetiségiek pedig a lettekhez fordulva még ritkábban teszik ezt”. A függetlenség kikiáltása után a balti államokban a jelentős orosz kisebbség miatt igen szigorú nyelvtörvényeket és állampolgársági törvényeket fogadtak el, és számos Lettországban élő orosz anyanyelvű személy nem kapott lett állampolgárságot. Ennek eredményeként az a furcsa helyzet állt elő Lettországban, hogy míg a népesség harmadát kitevő oroszok nem használhatják hivatalosan nyelvüket, addig a mára kihalt lívet a törvény majdhogynem egyenrangúvá tette a lettel.
A lett nyelvhasználatot szabályozó törvény a következőképpen fogalmaz:
| Valsts valodas likums 3.pants. (1) Latvijas Republikā valsts valoda ir latviešu valoda. (3) Valsts nodrošina latviešu zīmju valodas attīstīšanu un lietošanu saziņai ar nedzirdīgajiem cilvēkiem. (4) Valsts nodrošina latgaliešu rakstu valodas kā vēsturiska latviešu valodas paveida saglabāšanu, aizsardzību un attīstību. 4.pants. Valsts nodrošina lībiešu valodas kā pirmiedzīvotāju (autohtonu) valodas saglabāšanu, aizsardzību un attīstību. 5.pants. Ikviena cita Latvijas Republikā lietotā valoda, izņemot lībiešu valodu, šā likuma izpratnē ir uzskatāma par svešvalodu. | Állami nyelvtörvény 3. § (1) A Lett Köztársaság hivatalos nyelve a lett. (3) Az állam biztosítja a lett jelnyelv fejlesztését és kommunikációban való használatát a siket emberek számára. (4) Az állam biztosítja az írott latgal nyelvnek mint történeti lett nyelvnek a megőrzését, védelmét és fejlesztését. 4. § Az állam biztosítja a lív nyelvnek mint őshonos (autochton) nyelvnek a megőrzését, védelmét és fejlesztését. 5. § Minden, a Lett Köztársaságban használt egyéb nyelvet, kivéve a lív nyelvet, amely ezen törvényben szerepel, idegen nyelvnek kell tekinteni. |

A latgal jelenleg küzd a regionális hivatalos nyelvi státuszért, nem sok sikerrel. 2009-ben a lett legfelsőbb bíróság határozata kimondta, hogy a latgal nem használható a közigazgatásban, mert a Lett Köztársaság hivatalos nyelve a lett irodalmi nyelv. A latgalt pedig ebből a szempontból idegen nyelvnek kell tekinteni. Az indoklás szerint:
| Latviešu literārās valodas kā valsts valodas atzīšanas mērķis ir nostiprināt valsts administratīvo vienotību. Likumdevējs nošķir latgaliešu valodu kā latviešu valodas paveidu no latviešu literārās valodas. Atsevišķas latviešu valodas izloksnes izdalīšana un valsts valodas statusa piešķiršana būtu pretēja likumdevēja noteiktajam mērķim. | A lett irodalmi nyelv mint államnyelv elismerésének célja megerősíteni az állam adminisztratív egységét. A jogalkotó megkülönbözteti a latgal nyelvet mind a lett nyelv egyik változatát a lett irodalmi nyelvtől. Különböző lett nyelvi változatok terjesztése és az államnyelvi státusz megosztása ellentétes lenne a jogalkotó kinyilvánított szándékával. |

A latgal nyelv használata ennek ellenére aktív a lakosság és a kulturális élet valamint média részéről. Számos egyesület és mozgalom foglalkozik a megőrzésével, a tévében vannak latgal nyelvű műsorok és működnek latgal rockegyüttesek. Gyakoriak a település, utcai táblák és üzletek feliratai latgalul.

## Areális kapcsolatok
Számtalan nyelvész foglalkozott a Balti-tenger körül található nyelvek közös jellemzőivel, ugyanis a tartós és szoros együttélésnek, valamint a kései írásbeliségnek köszönhetően a baltikumi nyelvek igen nagy hatása voltak egymásra nemcsak szókincs, de a nyelvi struktúra tekintetében is. A változások olyan nagy léptékűek is lehettek, hogy az egyes nyelvek tipológiája is jelentősen eltolódhatott.
Décsy Gyula így fogalmaz a Baltikum nyelvi sokféleségéről:
„Das Baltikum is eins der kontaktintensivsten Sprachgebiete Europas: hier sind finnische und baltische Mundarten, Lateinisch, Dänisch, Niederdeutsch und Hochdeutsch, Swedisch, Polnisch, Russisch und Kirchenslavisch sowie – im 18.-19. Jh. – (Schul)französisch auf verschiedenen Ebenen einander begegnet.”
Szó szerinti fordításban:
„A Baltikum az egyik kontaktusokban leggazdagabb nyelvi terület Európában: vannak itt finnségi és balti nyelvek, egymást fedő rétegei a latinnak, dánnak, alnémetnek és felnémetnek, svédnek, lengyelnek, orosznak és egyházi szlávnak csakúgy, mint a 18-19. században az (iskolai) franciának.”
Lásd még: Areális nyelvészet
A latgal a Baltikum számos nyelvével mutat hasonlóságot és különbséget. A latgal örökölt és tipológiai sajátosságait módosító vagy erősítő hatásokat jobban megérthetjük, ha bizonyos jelenségeit összevetjük a terület többi nyelvének egyes jelenségeivel hangtani, strukturális ész szókészleti szempontból.
- A latgalt érdemes összehasonlítani mindenekelőtt a lettel és a litvánnal, amelyekhez mint balti nyelvekhez genealógiailag kapcsolódik. A latgal a lettől elsősorban szókincsében különbözik, a szókincsbeli különbség lehet csupán az adott szó hangalakját érintő (pl.: lett māte 'anya' : latgal muote 'anya'), de lehet teljesen eltérő szó is, amely szavak jellemzően a litvánból kerültek át (pl.: lett lasīt 'olvasni' : latgal skaiteit 'olvasni' : litván skaityti 'olvasni').
- A szláv nyelvek közül területi közelség alapján érdemes megvizsgálni a latgal és az orosz közös tulajdonságait, tartós együttélés alapján pedig a lengyellel való hasonlóságait.
- A finnugor nyelvek közül tanulságos lehet a leginkább konzervatívnak tartott finnel, a tipológiájában elmozduló észttel, a területileg közvetlenül érintkező, sok egyedi jegyet mutató észt nyelvjárással, a võróval, valamint a lettre legnagyobb hatást gyakorló lívvel összevetni.

A latgal nyelv egyik jellemző hangtani sajátja, hogy benne megtalálható az ún. hátul képzett [ɨ] hang, amely a magyarból is ismert [i] hang palatális megfelelője. Ez a hang a lettből hiányzik, de a latgallal közvetlen érintkező más nyelvekben viszont megvan. Így a hátul képzett [ɨ] megvan a võróban és a lengyelben, ahol y-nal jelölik, csakúgy, mint a latgalban, valamint megvan az oroszban, ahol ы a jele. Az [ɨ] hangot az oroszban és a latgalban is hagyományosan az i fonéma alternánsának tartják.
A latgalban és a lettben – a magyarhoz hasonlóan – a magánhangzók hosszúságának jelentés-megkülönböztető szerepe van. Ez a jelenség finnugor sajátosság, amely megtalálható a finnben, az észtben, a võróban és a lívben is. Evvel szemben a litvánban, az oroszban és a lengyelben a szóhangsúly helyének van hasonló szerepe. A balti finn nyelvek között is találunk olyanokat, amelyekből szláv nyelvi hatásra eltűnt a magánhangzók mennyiségi korrelációja (pl.: vepsze). A tonalitás jelensége ugyanakkor nem veszett ki teljesen sem a latgalból, sem a lettből, de csak az ún. hosszú szótagokra korlátozódik.
Lásd még: A latgal nyelv magánhangzói
A mássalhangzóknál feltűnő a latgalban meglévő lágy-kemény szembenállás, ami a lettből teljes egészében hiányzik. A legtöbb mássalhangzónak van lágy megfelelője az oroszban, a lengyelben és a litvánban. A võróban (és a vepszében) a szláv nyelvekhez hasonló kiterjedt rendszere van lágy-kemény szembenállásnak. A balti finn nyelveknél északról délre haladva folyamatosan jelennek meg a palatalizált hangok: a finnből teljesen hiányoznak, az észtben csak t, s, n és l hangoknak van jésített változata, ennek azonban nincs valódi strukturális hatása, írásban nem jelölik őket. A lívben a d, t, l, n és r hangoknak van palatális megfelelője. A lett egyes nyelvjárásaiban szintén van palatális r hang, amit a helyesírás nem jelöl. A palatális : nem palatális szembenállás azonban nem azonos a lágy : kemény szembenállással, ahogy azt a latgal és az orosz is bizonyítja, ahol egy hangnak palatális és lágy megfelelője is lehet (pl.: g : ģ : g').
Lásd még: A latgal nyelv mássalhangzói
A következő táblázat a baltikumi nyelvek strukturális és szókészleti hasonlóságaiba és különbségeibe ad bepillantást a 'Nekem van (egy) sirályom' mondat segítségével:
| Finn   | Minulla on lokki. 'én+add. van sirály'                          | Észt   | Minul on kajakas. 'én+add. van sirály'                           | Võro    | Mul om kalakaur. 'én+add. van sirály'                  |
| Lív    | Minnõn um kajāgõz. 'én+dat. van sirály'                         | Lett   | Man ir kaija. 'én(dat.) van sirály(nom.)'                        | Orosz   | у меня чайка. 'van én(dat.) sirály(nom.)'              |
| Latgal | Es turu zyvādu/kainu. 'én birtokol(prea.ind.Sg/3) sirály(acc.)' | Litván | Aš turiu žuvėdrą/kirą. 'én birtokol(prea.ind.Sg/3) sirály(acc.)' | Lengyel | Ja mam mewę. 'én birtokol(prea.ind.Sg/3) sirály(acc.)' |

A finnugor nyelvek jellemző sajátja a birtoklás habeo-szerkezettel való kifejezése. Ennek lényege, hogy a birtoklás igéje a létige, a birtok alanyesetben áll, a birtokos pedig valamilyen egyéb esetben, amely leggyakrabban részeseset vagy valamilyen helyhatározói eset. A balti finn nyelvekben a birtokos szerkezetben a birtokos eredetileg részesesetben volt, a hangváltozásoknak köszönhetően azonban a részeset alakilag egybeesett a birtokos esettel, ezért szerepét az addesszívusz vette át. A részeseset használata csak a lívben maradt meg, valószínűleg éppen lett hatásra.
A lett és a latgal egyik legnagyobb grammatikai különbsége éppen abban áll, hogy míg a lettben a birtoklás mondatszintű kifejezőeszköze a habeo-szerkezet, addig a latgalban megőrződött az indoeurópai nyelvekre jellemző birtoklást kifejező ige, amely mellett a birtokos alanyesetben (tulajdonképpen mint cselekvő) jelenik meg, a birtok pedig tárgyesetben áll. A birtoklást kifejező ige a litvánban a turėti, a latgalban pedig az ezzel rokon turēt, amely a lettben azonos alakban 'tartani' jelentésű.
Az oroszban szintén finnugor hatásra alakult ki a habeo-szerkezet, amelyet elsősorban a VI-XVI. század között Moszkva környékén élő merjáknak tulajdoníthatunk. Az oroszban szintén részesetben áll a birtokos.
A példamondat annak bemutatására is szolgál, hogy a baltikumi nyelvek kiterjedt közös szókinccsel rendelkeznek. Az déli balti finn *kajakas átkerült a lettbe. A litvánban és a latgalban egy másik szó használatos a sirályra, a litvánban a žuvėdra, a latgalban pedig zyvāda. Bár ezekben a nyelvekben is megvan a finnségi nyelvekből átvett szó, de az csak biológiai szakszóként vagy választékos stílusú kifejezésként van meg. A lett és a latgal tehát szóhasználat tekintetben is elkülönül egymástól.
Lásd még: Szókészletbeli különbségek a lett és a latgal között

## Hangtan és helyesírás

### Magánhangzók
A latgalban 7 rövid és 6 hosszú magánhangzó található, amelyeket a következő táblázat foglalja össze.
| IPA    | [ɑ] | [ɑː] | [e] | [eː] | [ɛ] | [ɛː] | [æ] | [æ:] | [i] | [ɨ] | [iː] | [o] | [oː] | [u] | [uː] |
| Latgal | a   | ā    | e   | ē    | –   | –    | e   | ē    | i   | y   | ī    | o   | ō    | u   | ū    |
| Lett   | a   | ā    | –   | –    | e   | ē    | e   | ē    | i   | –   | ī    | o   | o    | u   | ū    |
| Magyar | (ȧ) | á    | (ë) | é    | e   | (ē)  | (ä) | (ǟ)  | i   | (i̮) | í    | o   | ó    | u   | ú    |

A hangok hosszúságát az írásban a megfelelő rövid hangot jelölő betű fölé illesztett vízszintes vonal, avagy makron jelöli. A rövid-hosszú szembenállásnak ugyanolyan jelentés-megkülönböztető szerepe van, mint a magyarban. A legnagyobb különbség a latgal és a lett hangkészlet között, hogy a lett [ɛ] hang helyett a latgalban egy [e] hang található, valamint, hogy a latgalban található egy hátul képzett [ɨ] hang is, amely a lett köznyelvből hiányzik.
A latgal a rövid á hangot jelöl, amelyet a magyar nyelvjárástan ȧ-val ír le. Az ā a magyar á hangnak felel meg.
Mind a latgal, mind a lett nyelv jellegzetessége, hogy az e betű két hangot jelöl. Az egyik egy nyíltabb, a másik pedig egy zártabb e hang. A nyíltabb e hang a latgalban és a lettben megegyezik, ezt a hangot az IPA [æ] betűvel jelöli, a finnugrisztikában és a latin betűvel író finnugor nyelvekben ä a jele, a baltisztikában használják még az ę karakteret is.
A zártabb e hang a latgal esetében az [e], amely a magyar rövid é hangnak felel meg, amelyet a nyelvjárástan ë-vel jelöl. A lettben a zártabb e az IPA-ban [ɛ]-ként jelölt hang, amely a magyar e hanggal azonos. A hosszú megfelelőkön minden esetben makron található.
Az i és az u betűk által jelölt hangok megegyeznek a magyarban azonos módon jelölt hangokkal. A hosszúságot itt is makron jelöli.
A lettben az o betűnek három hangértéke van. Elsősorban az uo diftongust jelöli. Ennek hangtörténeti oka van, a nyelvtörténetben az [o] hang egybeolvadt az [ɑ] hanggal, ezért az [o] hang a közelmúltig hiányzott a lett nyelvből, a miatt az o betű alkalmas volt az uo diftongus jelölésére. A modern átvételek útján azonban az [o] és az [o:] hangok visszakerültek a lettbe, az idegen eredetű szavakban ezeket a hangokat is o-vel jelölték, tekintve, hogy a lett helyesírásban nem létezik az ō karakter. Evvel szemben a latgalban korábban megtalálhatóak voltak az [o] és [o:] hangok, mivel ahol a lettben [ɑ] hang található, ott a latgalban gyakran [o] áll (pl.: lett darbs 'munka' : latgal dorbs 'munka'). Ugyanígy a lett ā gyakran megfeleltethető a latgal uo diftongusnak (pl.: lett brālis 'fiútestvér' : latgal bruoļs 'fiútestvér'). Ennek következtében a latgal helyesírás jobban követi a kiejtést, az [o] hangot o-val, az [o]: hangot ō-val, az uo diftongust pedig uo-val jelöli.

### Mássalhangzók
| IPA    | [b] | [t͡s] | [t͡ʃ] | [d] | [d͡z] | [d͡ʒ] | [f] | [ɡ] | [ɟ] | [x] | [j] | [k] | [c] | [l] | [ʎ] | [m] | [n] | [ɲ] | [p] | [r] | [s] | [ʃ] | [t] | [v] | [z] | [ʒ] |
| Latgal | b   | c    | č    | d   | dz   | dž   | f   | g   | ģ   | h   | j   | k   | ķ   | l   | ļ   | m   | n   | ņ   | p   | r   | s   | š   | t   | v   | z   | ž   |
| Lett   | b   | c    | č    | d   | dz   | dž   | f   | g   | ģ   | h   | j   | k   | ķ   | l   | ļ   | m   | n   | ņ   | p   | r   | s   | š   | t   | v   | z   | ž   |
| Magyar | b   | c    | cs   | d   | dz   | dzs  | f   | g   | gy  | h   | j   | k   | ty  | l   | ly  | m   | n   | ny  | p   | r   | sz  | s   | t   | v   | z   | zs  |

A latgal és a lett mássalhangzó-jelölés megegyezik. A palatális zárhangokat jelölő betűk ún. cédille-t, avagy bal farkot kapnak. A ly hangot a ļ, az ny hangot a ņ jelöli. A gy hangot a lett és a latgal is a g hanghoz köti, csakúgy mint a magyar, ez azonban fonetikailag nem pontos, hiszen a gy a d képzési helyén található, nem a g-jén. Teljesen sajátos a ty hangnak a k-hoz való kötése, a ķ karakter csak a lett és latgal helyesírásban található meg. Ennek magyarázata, hogy a ty hang gyakran ott jelent meg a németből átvett szavakban, ahol az eredeti alakban k található (pl.: lett ķemme 'fésű' < német Kämme 'fésűk', lett ķēniņš 'király' < német König 'király', lett ķiploks 'fokhagyma' < német Knoblauch 'fokhagyma').
A posztalveoláris és az alveoláris hangok egy részét hacsekkel ellátott betűk jelölik: č, dž, š, ž. Ezek megfelelnek a magyar cs, dzs, s és zs hangoknak.
A legnagyobb különbség a latgal és a lett között, hogy a latgalban a legtöbb mássalhangzónak van lágyított párja. (Kivéve a č, š,ó és ž, valamint a j és az r hangoknak. Fontos, hogy ha egy hangnak van palatális és lágy megfelelője is, akkor a palatális és a lágy hangok különböznek egymástól, ennek megfelelően például a g-nak van palatális (ģ) és lágy megfelelője (g') is. A mássalhangzók lágyságát a helyesírás nem jelöli.
Az f és a h hangok csak idegen eredetű szavakban fordulnak elő mind a latgalban, mind a lettben.

### Helyesírás

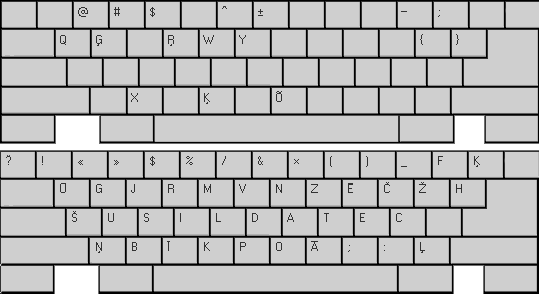
A lett billentyűzet betűkiosztása sokban eltér a magyarétól vagy éppen az angolétól. Ennek egyik oka, hogy a lett nagyon sok mellékjeles karaktert használ, összesen tízet, ez azonban csak kettővel több, mint a magyarban található mellékjeles betűk száma. Másik oka viszont, hogy a lett helyesírás minden, más nyelvekből átvett szót és tulajdonnevet is fonetikusan átír, ezért a lett írásban szinte egyáltalán nincs szükség a q, w, y vagy az x betűre. A lett billentyűzeten nem található meg az ō betű, ami a latgal betűkészlet részét képezi, viszont előhívható az õ betű, amely a lívben és az észtben használatos, valamint az ŗ is, amely a helyesírás egy régebbi állapotát tükrözi. Bár az ō nehezebben előhívható, ugyanakkor a lettek is használják különböző hangutánzó és indulatszavakban.

A latgal írásban a következő betűk találhatók:
| A   | Ā ā | B b | C c | Č č | D d | E e | Ē ē | F f | G g | Ģ ģ |
| H h | I i | Y y | Ī ī | J j | K k | Ķ ķ | L l | Ļ ļ | M m | N n |
| Ņ ņ | O o | Ō ō | P p | R r | S s | Š š | T t | U u | Ū ū | V v |
| Z z | Ž ž |     |     |     |     |     |     |     |     |     |

A latgal ábécé a hagyományos latinbetűs betűrendet követi. A diakritikus jelekkel ellátott betűváltozatok a jelöletleneket követik a sorban. A latgal ábécében 35 betű található, kettővel több, mint a lettben. A hosszú [oː] hangot ékezetes ō betű jelöli, a hátul képzett [ɨ]-t pedig az y, amely a rövig és a hosszú i betűk között található. A [d͡z] és a [d͡ʒ] hangokat jelölő dz és dž betűkapcsolatok nem különálló elemei az ábécének, mivel a lett és a latgal helyesírástól idegen a betűkapcsolatok ilyetén egységként való kezelése. A latgalban egyes idegen eredetű szavakban előfordulhat a ch betűkapcsolat is, de csak ritkán. Az e és az ē betűk nyílt és zárt e hangot is jelölhetnek, az egy az egyhez való hangmegfeleltetés tehát a latgal írásrendszerben sem érvényesül teljesen. A hangok kemény : lágy szembenállását a helyesírás nem tükrözi, a nyelvészeti leírásokban a lágyságot a betű mögé illesztett aposztróf jelöli (pl.: kakis [kak'is] 'macska'). A magánhangzók közül csak [ɨ]-nek nincs hosszú megfelelője, ami avval magyarázható, hogy fonológiailag az [i] alternánsának tekinthető. Ugyanakkor a latgal egyes alnyelvjárásaiban előfordul hosszú változata, ezt a hangot ilyenkor ȳ-vel jelölik.

### Hangmegfelelések a lett és a latgal között
Jellemző hangeltolódási sorok:
- e [æ] → a [ɑ] → o [o]
- ē [æː] → ā [ɑː] → uo [uo] → ū [uː] → yu/iu [ɨu]/[iu]
- ie [ie] → ī [iː] → ei [ei]
- i [i] → y [ɨ]

A lett és a latgal között számos szabályos hangmegfelelést találunk, amelyek mindenekelőtt a magánhangzókat érintik. Bizonyos magánhangzók és diftongusok változatlanok maradnak. A latgalban és a lettben azonosak az első szótagi hangok a következő szavak: daļa 'rész', maize 'kenyér', saule 'nap'.
Jellemzőbb azonban, hogy a magánhangzók között eltolódás van. A következő táblázatból kitűnik, hogy a megfelelések általában rövid hangok, valamint hosszú hangok és diftongusok között tűnnek fel.
A bemutatottakon túl más, ritkább megfelelések is előfordulnak, pl.: i : ie (pirksts : piersts ’ujj’, tirgus : tiergs ’piac’, zirņi : zierni ’borsó’); ē : ie (vējš : viejs ’szél’, sēns : sieņs ’gomba’); egyéb (nazis : nāzs ’kés’, ūpis : opūgs ’uhu’).
A mássalhangzók között általában palatális : nem palatális különbség szokott megjelenni, amely bizonyos esetekben magyarázható egy i vagy y hang meglétével/eltűnésével a két nyelvváltozatban, pl.: sēns : sieņs ’gomba’, čūska : čyška ’kígyó’.
| Lett                                                                                | Lett       | Latgal     | Latgal                                                                                | Lett                                                                                         | Lett       | Latgal     | Latgal                                                                                            |
| példa                                                                               | betű/ hang | betű/ hang | példa                                                                                 | példa                                                                                        | betű/ hang | betű/ hang | példa                                                                                             |
| ----------------------------------------------------------------------------------- | ---------- | ---------- | ------------------------------------------------------------------------------------- | -------------------------------------------------------------------------------------------- | ---------- | ---------- | ------------------------------------------------------------------------------------------------- |
| aknas 'máj', alus 'sör' daba 'természet', galva 'fej' kalnas 'hegy', mats 'haj'     | a [ɑ]      | o [o]      | oknys 'máj', ols 'sör' doba 'természet', golva 'fej' kolns 'hegy', mots 'haj'         | ābols 'alma', brālis 'fiútestvér' māsa 'lánytestvér', māte 'anya' mākonis 'felhő', zāle 'fű' | ā [ɑː]     | uo [uo]    | uobeļs 'alma', brouļs 'fiútestvér' muose 'lánytestvér', muote 'anya' muokuļs 'felhő', zuole 'fű'  |
| ezers 'tó', ledus 'jég' medus 'méz', melns 'fekete' pelēks 'szürke', zelts 'arany'  | e [æ]      | a [ɑ]      | azars 'tó', lads 'jég' mads 'máz', malns 'fekete' palāks 'szürke', zalts 'arany'      | atslēga 'kulcs', bērns 'gyerek' dēls 'fia', krēsls 'szék' tēvs 'apa', pelēks 'szürke'        | ē [æː]     | ā [ɑː]     | atslāgs 'kulcs', bārns 'gyerek' dāls 'fia', krāslys 'szék' tāvs 'apa', palāks 'szürke'            |
| cilvēks ’ember’, simts ’száz’ stikls ’üveg’, zils ’kék’ zirgs ’ló’                  | i [i]      | y [ɨ]      | cylvāks ’ember’, symts ’száz’ styklys ’üveg’, zyls ’kék’ zyrgs ’ló’                   | baznīca ’templom’, dzīve ’élet’ rīts ’reggel’, sīpols ’hagyma’ trīs ’három’, vīnoga ’szőlő’  | ī [iː]     | ei [ei]    | bazneica ’templom’, dzeive ’élet’ reits ’reggel’, seipuls ’hagyma’ tries ’három’, veinūga ’szőlő’ |
| lieta ’dolog’, piens ’tej’ sieva ’feleség’, sieviete ’nő’ vieta ’hely’, ziema ’tél’ | ie [ie]    | ī [iː]     | līta ’dolog’, pīns ’tej’ sīva ’feleség’, sīvīts ’nő’ vīta ’hely’, zīma ’tél’          | koks ’fa’, oga ’bogyó’ ogle ’szén’, ola ’barlang’ roka ’kéz’, zobs ’fog’                     | o [uo]     | ū [uː]     | kūks ’fa’, ūga ’bogyó’ ūgle ’szén’, ūla ’barlang’ rūka ’kéz’, zūbs ’fog’                          |
| brūns ’barna’, būt ’lenni’ cūka ’malac’, dūmi ’füst’ krūms ’bokor’, sūna ’moha’     | ū [uː]     | yu [ɨu]    | bryuns ’barna’, byut ’lenni’ cyuka ’malac’, dyumi ’füst’ kryums ’bokor’, syuna ’moha’ | jūra ’tenger’, kūla ’széne’ kūlis ’kéve’, ūdens ’víz’                                        | ū [uː]     | iu [iu]    | jiura ’tenger’, kiula ’széna’ kiulis ’kéve’, iudiņs 'víz'                                         |

## Morfofonológia
A morfofonológia körébe olyan jelenségek tartoznak, amelyek a hangtan és az alaktan határán mozognak. A latgal esetében ide sorolhatjuk a palatalizáció és a depalatalizáció jelenségét, amelyek egyrészről hangtani, mivel történetileg bizonyos hangok egymás mellé kerülésével magyarázhatók, ugyanakkor ma már az alaktan, közelebbről a névszóragozás szerves részét képezik.
A palatalizáció lényege, hogy a tő végén álló bizonyos hangok és hangkapcsolatok meghatározott nyelvtani esetekben (morfofonológiai értelemben vett) palatális megfelelőjükké változnak. A jelenség lezajlik:
- a második deklinációban az egyes szám részesesetben és a birtokos esetben, valamint többes számban az összes esetben,
- az ötödik deklinációban a többes szám birtokos esetben és
- a hatodik deklináció többes szám birtokos esetében.

A depalatalizáció során a tővégen álló ļ és ņ hangok depalatális megfelelőjükké változnak a második deklinációban minden olyan rag előtt, amely -i-vel vagy -ī-vel kezdődik.
| Palatalizáció | Palatalizáció | Palatalizáció | Palatalizáció   | Palatalizáció   | Depalatalizáció |
| hangok        | hangok        | hangok        | hangkapcsolatok | hangkapcsolatok | hangok          |
| ------------- | ------------- | ------------- | --------------- | --------------- | --------------- |
| c > č         | dz > dž       | d > ž         | sl > šļ         | zl > žļ         | ļ > l           |
| s > š         | z > ž         | t > š         | sn > šņ         | zn > žņ         | ņ > n           |
| l > ļ         | n > ņ         |               | kst > kš        |                 |                 |

A lettben nincs a latgalhoz hasonló depalatalizáció a névszóragozásban, és a két nyelvváltozat palatalizációs gyakorlata között is eltérés van több ponton. A lettben a -b-, -m-, -p- és -v- hangokra végződő tövekkel is történik egyfajta palatalizáció, amely során egy -j- hanggal bővül a tő: -bj-, -mj-, -pj- és -vj- formában. A lettben egyéb palatalizálódó tővégi hangkapcsolatok is vannak, úgyis mint ll > ļļ, ln > ļņ és nn > ņņ. Fontos különbség továbbá, hogy a lettben a második deklinációban nem történik meg a palatalizáció az egyes szám részesesetben.

## Morfológia

### Képzőmegfelelések a lett és a latgal között
A lett és a latgal képzési gyakorlat nagyban hasonlít egymásra, a legtöbb képző mindkét nyelvben megtalálható, különbség legfeljebb a képzők hangalakjában van. Ha egy tőhöz eltérő képző kapcsolódik a két nyelvben, akkor is olyan képzőről van szó, amely mindkét nyelvben megtalálható, és a két képző szinonima.
A táblázat néhány lett és latgal képzőt tartalmazza:
- az -ība : -eiba képző melléknevekből hoz létre elvont főneveket
- az -īca : -eica képző gyűjteményeket és gyűjtőhelyeket hoz létre
- az -ēns : -āns képzővel állatok kicsinyeinek neveit alkothatjuk meg
- az -ija : -eja képző a latinból származik, tudomány- és országnevek végén áll
- a -šana/-šanās : -šona/-šonuos képző igékből hoz létre elvont főneveket, a -šana : -šona egyszerű igékhez, a -šanās : -šonuos visszaható igékhez társul
- a -nieks/-niece : -nīks/-nieca főként foglalkozásneveket alkot, a -nieks : -nīks a hímnemű, a -niece : -nieca a nőnemű alak

| Lett | Lett         | Latgal        | Latgal | Lett | Lett          | Latgal       | Latgal |
| példa | képző        | képző         | példa | példa | képző         | képző        | példa |
| --- | ------------ | ------------- | --- | --- | ------------- | ------------ | --- |
| brīvība ’szabadság’ gudrība ’okosság’ kopība ’közösség’ pilnība ’teljesség’ ticība ’hit’ veselība ’egészség’         | -ība         | -eiba         | breiveiba ’szabadság’ gudreiba ’okosság’ kūpeiba ’közösség’ piļneiba ’teljesség’ ticeiba ’hit’ veseleiba ’egészség'         | baznīca ’templom’ grāmatnīca ’könyvesbolt’ kafejnīca ’kávézó’ slimnīca ’kórház’ svētnīca ’ereklyetartó’ vārdnīca ’szótár’        | -īca          | -eica        | bazneica ’templom’ gruomatneica ’könyvesbolt’ kopejneica ’kávézó’ slimineica ’kórház’ svietneica ’ereklyetartó’ vuordineica ’szótár’ |
| kaķēns ’kismacska’ kucēns ’kiskutya’ lācēns ’medvebocs’ pīlēns ’kiskacsa’ telēns ’borjú’ vilcēns ’farkaskölyök’      | -ēns         | -āns          | kačāns ’kismacska’ kucāns ’kiskutya’ luocāns ’medvebocs’ peilāns ’kiskacsa’ talāns ’borjú’ vylcāns ’farkaskölykök’          | Latvija ’Lettország’ Polija ’Lengyelország’ Ungārija ’Magyarország’ Vācija ’Németország’ televīzija ’televízió’ teorija ’teória’ | -ija          | -eja         | Latveja ’Lettország’ Puoleja ’Lengyelország’ Vengreja ’Magyarország’ Vuoceja ’Németország’ televizeja ’televízió’ teoreja ’teória’   |
| jušana ’érzés’ jušanās ’érzékelés’ mazgāšana ’mosás’ mazgāšanās ’mosakodás’ redzēšana ’látás’ redzēšanās ’látszódás’ | -šana/-šanās | -šona/-šonuos | jušona ’érzés’ jušonuos ’érzékelés’ mozguošona ’mosás’ mozguošonuos ’mosakodás’ redziešona ’látás’ redziešonuos ’látszódás’ | dārznieks ’kertész’ dārzniece ’kertész’ zinātnieks ’tudós’ zinātniece ’tudós’ zvejnieks ’halász’ zvejneice ’halász’              | -nieks/-niece | -nīks/-nieca | duorznīks ’kertész’ duorznieca ’kertész’ zinitnīks ’tudós’ zinitnieca ’tudós’ zvejnīks ’halász’ zvejneica ’halász’                   |

### Főnévragozás
A latgal flektáló nyelv, ennek megfelelően a főnevek nyelvtani esetét, számát és nemét a szóalakok végződése mutatja meg. Ezt az ún. külső flexiót bizonyos szavak esetében ún. belső flexió egészíti ki, ami azt jelenti, hogy az esetvégződés elhagyásával megkapott tőben is hangváltozások, a névszóragozás esetében mássalhangzó-váltakozások történnek.
A latgalban — a letthez hasonlóan — öt nyelvtani eset: alanyeset (N), tárgyeset (A), részeseset (D), birtokos eset (G) és lokatívusz (L), két szám: egyes és többes, valamint két nyelvtani nem: hímnem és nőnem van. A tövek viselkedése és a végződések megoszlása alapján a latgal hat főnévragozást, azaz deklinációt különböztet meg. Az első három deklinációba hímnemű, a második három deklinációba nőnemű szavak tartoznak.

#### I. deklináció
Az első deklinációba -s, -ys és -š végű hímnemű szavak tartoznak. A táblázat ezen végződések alapján mutatja be az első deklinációt lett és litván összevetéssel.
| I. deklináció | I. deklináció | I. deklináció | I. deklináció | I. deklináció | I. deklináció  | I. deklináció          | I. deklináció | I. deklináció | I. deklináció |
| ------------- | ------------- | ------------- | ------------- | ------------- | -------------- | ---------------------- | ------------- | ------------- | ------------- |
|               | 'apa'         | 'apa'         | 'apa'         | 'madár'       | 'madár'        | 'madár'                | 'út'          | 'út'          | 'út'          |
|               | Lett          | Latgal        | Litván        | Lett          | Latgal         | Litván                 | Lett          | Latgal        | Litván        |
|               | -s            | -s            | -as           | -s            | -ys            | -is/-ys                | -š            | -š            | -ias          |
|               | tēvs 'apa'    | tāvs 'apa'    | tėvas 'apa'   | putns 'madár  | putnys 'madár' | putytis 'fióka, csibe' | ceļš 'út'     | ceļš 'út'     | kelias 'út'   |
| Egyes szám    |               |               |               |               |                |                        |               |               |               |
| N             | tēvs          | tāvs          | tėvas         | putns         | putnys         | putytis                | ceļš          | ceļš          | kelias        |
| A             | tēvu          | tāvu          | tėvą          | putnu         | putnu          | putytį                 | ceļu          | ceļu          | kelią         |
| D             | tēvam         | tāvam         | tėvui         | putnam        | putnam         | putytiui               | ceļam         | ceļam         | keliui        |
| G             | tēva          | tāva          | tėvo          | putna         | putna          | putytio                | ceļa          | ceļa          | kelio         |
| L             | tēvā          | tāvā          | tėve          | putnā         | putnā          | putytyje               | ceļā          | ceļā          | kelyje        |
| I             | —             | —             | tėvu          | —             | —              | putytiu                | —             | —             | keliu         |
| Többes szám   |               |               |               |               |                |                        |               |               |               |
| N             | tēvi          | tāvi          | tėvai         | putni         | putni          | putytiai               | ceļi          | ceļi          | keliai        |
| A             | tēvus         | tāvus         | tėvus         | putnus        | putnus         | putytius               | ceļus         | ceļus         | kelius        |
| D             | tēviem        | tāvim         | tėvams        | putniem       | putnim         | putytiams              | ceļiem        | celim         | keliams       |
| G             | tēvu          | tāvu          | tėvų          | putnu         | putnu          | putytių                | ceļu          | ceļu          | kelių         |
| L             | tēvos         | tāvūs         | tėvuose       | putnos        | putnūs         | putytiouse             | ceļos         | ceļūs         | keliuose      |
| I             | —             | —             | tėvais        | —             | —              | putytiais              | —             | —             | keliais       |

A latgalban a lettnél jobban megőrződött az első deklinációs szavak végződéseinek sokszínűsége, ebben a tekintetben közelebb áll a litvánhoz. A latgalban és a lettben finnugor hatásra a szóhangsúly az első szótagon állandósult, ami az utolsó szótag magánhangzójának eltűnését eredményezte. Evvel magyarázható, hogy a litván -as és -ias végződéseknek a latgalban és a lettben -s és -š végződések felelnek meg. A litván -is/-ys végződés a latgalban -ys-ként megmaradt, a lettben itt is eltűnt a az utolsó szótagi magánhangzó.
A lett és a latgal első deklinációs szavainak ragozása között nincs jelentős különbség. De jellemző eltérés, hogy a többes szám részesesetben a lett -iem végződés helyett a latgalban -im áll, amely pedig depalatalizálja az előtte álló ļ és ņ hangokat (pl.: ceļš 'út' > celim 'utaknak'). Szintén különbség, hogy a többes szám lokatívuszban a lett -os-nak -ūs felel meg, amely jellemző hangeltérés a két nyelvváltozat között.
Lásd még: Hangmegfelelések a lett és a latgal között

#### II. deklináció
A második deklinációba -is és -s végű hímnemű szavak tartoznak mind a latgal, mint a lett esetében. Az -s végű szavak történetileg az -is végűekből jöttek létre az utolsó szótagi magánhangzó eltűnésével. Hogy melyik szóban ment végbe a változás, nem volt következetes, így lehetséges, hogy ahol a lettben az -is végű alak őrződött meg, ott a latgalban -s végű megfelelőt találunk (pl.: lett brālis 'fiútestvér' : latgal bruoļs 'fiútestvér'). A latgalban ha az -is végű szó -s végűvé vált, akkor palatalizálta az előtte álló hangot. Vannak olyan szavak is, amelyek a lettben vesztették el utolsó szótagi magánhangzójukat, és a latgalban őrizték meg (pl.: lett zibens 'villám' : latgal zibsnis 'villám'), a lettben csak hét ilyet találunk. A lett szavakban nem történt palatalizáció az alapalakokban. Egyes szavaknak az i megléte, illetve hiánya alapján két alternánsa is lehet (pl.: latgal kačs 'macska' : kakis 'macska', lett mēness 'hold' : mēnesis 'hónap').
|             | II. deklináció      | II. deklináció      | II. deklináció     | II. deklináció  | II. deklináció   | II. deklináció | II. deklináció | II. deklináció | II. deklináció | II. deklináció  | II. deklináció  | II. deklináció |
| ----------- | ------------------- | ------------------- | ------------------ | --------------- | ---------------- | -------------- | -------------- | -------------- | -------------- | --------------- | --------------- | -------------- |
|             | 'fiútestvér'        | 'fiútestvér'        | 'fiútestvér'       | 'villám'        | 'villám'         | 'sün'          | 'sün'          | 'sün'          | 'fejsze'       | 'fejsze'        | 'fejsze'        |                |
|             | Lett                | Latgal              | Litván             | Lett            | Latgal           | Lett           | Latgal         | Litván         | Lett           | Latgal          | Litván          |                |
|             | -is                 | -s                  | -is/-ys            | -s              | -is              | -is            | -s             | -is/-ys        | -s             | -s              | -is/-ys         |                |
|             | brālis 'fiútestvér' | bruoļs 'fiútestvér' | brolis 'fiútestvér | zibens 'villám' | zibsnis 'villám' | ezis 'sün'     | ezs 'sün'      | ežys 'sün'     | cirvs 'fejsze' | ciervs 'fejsze' | kirvis 'fejsze' |                |
| Egyes szám  |                     |                     |                    |                 |                  |                |                |                |                |                 |                 |                |
| N           | brālis              | bruoļs              | brolis             | zibens          | zibsnis          | ezis           | ezs            | ežys           | cirvs          | ciervs          | kirvis          |                |
| A           | brāli               | bruoli              | brolį              | zibeni          | zibsni           | ezi            | ezi            | ežį            | cirvi          | ciervi          | kirvį           |                |
| D           | brālim              | bruoļam             | broliui            | zibenim         | zibsņam          | ezim           | ežam           | ežiui          | cirvim         | ciervam         | kirviui         |                |
| G           | brāļa               | bruoļa              | brolio             | zibens          | zibsņa           | eža            | eža            | ežio           | cirvja         | cierva          | kirvio          |                |
| L           | brālī               | bruolī              | brolyje            | zibenī          | zibsnī           | ezī            | ezī            | ežyje          | cirvī          | ciervī          | kirvyje         |                |
| I           | —                   | —                   | broliu             | —               | —                | —              | —              | ežiu           | —              | —               | kirviu          |                |
| Többes szám |                     |                     |                    |                 |                  |                |                |                |                |                 |                 |                |
| N           | brāļi               | bruoli              | broliai            | zibeņi          | zibsni           | eži            | eži            | ežiai          | cirvji         | ciervi          | kirviai         |                |
| A           | brāļus              | bruoļus             | brolius            | zibeņus         | zibsņus          | ežus           | ežus           | ežius          | cirvjus        | ciervus         | kirvius         |                |
| D           | brāļiem             | bruolim             | broliams           | zibeņiem        | zibsnim          | ežiem          | ežim           | ežiams         | cirvjiem       | ciervim         | kirviams        |                |
| G           | brāļu               | bruoļu              | brolių             | zibeņu          | zibsņus          | ežu            | ežu            | ežių           | cirvju         | ciervu          | kirvių          |                |
| L           | brāļos              | bruoļūs             | broliuose          | zibeņos         | zibsņūs          | ežos           | ežūs           | ežiuose        | cirvjos        | ciervūs         | kirviuose       |                |
| I           | —                   | —                   | broliais           | —               | —                | —              | —              | ežiais         | —              | —               | kirviais        |                |

A második deklinációban eltér az egyes szám részeseset, ahol a lettben -im található, ott a latgalban -am. Szintén eltérés van a többes szám részeseset és a lokatívusz között, ami az első deklinációban is megfigyelhető.
A második deklinációban mind a lettben, mind a latgalban jellemzőek az ún. palatalizációs hangváltozások. A különbség csupán annyi, hogy míg a lettben a palatalizáció csak az egyes szám birtokos esetben és a többes számú esetekben fordul elő, addig a latgalban az egyes szám részesesetben is. A nem palatalizálható b, m, p hangok esetében a lettben j hang betoldása történik, ez a latgalban elmarad.
A latgal és lett második deklinációs szavak a litvánban első deklinációs szavaknak felelnek meg.

#### III. deklináció
A harmadik deklinációs szavak -us-ra végződnek. A latgal esetében a harmadik deklinációba csak tulajdonnevek, pontosabban férfi keresztnevek tartoznak. A lettnél a harmadik deklinációban találunk közneveket is, de csak néhányat. A harmadik deklinációba tartozó lett szavak a nyelv történetében folyamatosan kerültek át az első deklinációba (pl.: mistrus > mistrs 'vita'). A lett harmadik deklinációs szavaknak a latgalban első deklinációs szavak felelnek meg (pl.: lett tirgus : latgal tiergs, lett lietus 'eső' : latgal leits 'eső'). A lett és a latgal harmadik deklinációs ragozás között csak a többes szám részeset és lokatívusz között van különbség. A litván -us/-ius végű szavak a második deklinációba tartoznak.
| III. deklináció | III. deklináció | III. deklináció | III. deklináció    |
| --------------- | --------------- | --------------- | ------------------ |
|                 | Lett            | Latgal          | Litván             |
|                 | -us             | -us             | -us                |
|                 | Mikus 'Mihály'  | Mikus 'Mihály'  | Nikolajus 'Miklós' |
| Egyes szám      |                 |                 |                    |
| N               | Mikus           | Mikus           | Nikolajus          |
| A               | Miku            | Miku            | Nikolajų           |
| D               | Mikum           | Mikum           | Nikolajui          |
| G               | Mikus           | Mikus           | Nikolajaus         |
| L               | Mikū            | Mikū            | Nikolajuje         |
| I               | —               | —               | Nikolajumi         |
| Többes szám     |                 |                 |                    |
| N               | Miki            | Miki            | Nikolajūs          |
| A               | Mikus           | Mikus           | Nikolajus          |
| D               | Mikiem          | Mikim           | Nikolajums         |
| G               | Miku            | Miku            | Nikolajų           |
| L               | Mikos           | Mikūs           | Nikolajuose        |
| I               | —               | —               | Nikolajumis        |

#### IV. deklináció
A negyedik deklinációba elsősorban -a-ra végződő nőnemű szavak tartoznak, de akárcsak a lettben, a latgalban is vannak úgynevezett közös nemű szavak, amelyek azonos alakban férfit és nőt is jelenthetnek.
| IV. deklináció | IV. deklináció | IV. deklináció | IV. deklináció | IV. deklináció | IV. deklináció | IV. deklináció        | IV. deklináció         | IV. deklináció        | IV. deklináció           | IV. deklináció            | IV. deklináció            |
| -------------- | -------------- | -------------- | -------------- | -------------- | -------------- | --------------------- | ---------------------- | --------------------- | ------------------------ | ------------------------- | ------------------------- |
|                | 'fej'          | 'fej'          | 'fej'          | 'rész'         | 'rész'         | 'pletykás (nő)'       | 'pletykás (nő)'        | 'pletykás (nő)'       | 'pletykás (férfi)'       | 'pletykás (férfi)'        | 'pletykás (férfi)'        |
|                | Lett           | Latgal         | Litván         | Lett           | Latgal         | Lett                  | Latgal                 | Litván                | Lett                     | Latgal                    | Litván                    |
|                | -a             | -a             | -a/-ai/-i/-ė   | -a             | -a             | -a                    | -a                     | -a/-ai/-i/-ė          | -a                       | -a                        | -ys                       |
|                | galva 'fej'    | golva 'fej'    | galva 'fej'    | daļa 'rész'    | daļa 'rész'    | pļāpa 'pletykás (nő)' | pļakša 'pletykás (nő)' | plepė 'pletykás (nő)' | pļāpa 'pletykás (férfi)' | pļakša 'pletykás (férfi)' | plepys 'pletykás (férfi)' |
| Egyes szám     |                |                |                |                |                |                       |                        |                       |                          |                           |                           |
| N              | galva          | golva          | galva          | daļa           | daļa           | pļāpa                 | pļakša                 | plepė                 | pļāpa                    | pļakša                    | plepys                    |
| A              | galvu          | golvu          | galvą          | daļu           | daļu           | pļāpu                 | pļakšu                 | plepę                 | pļāpu                    | pļakšu                    | plepį                     |
| D              | galvai         | golvai         | galvai         | daļai          | daļai          | pļāpai                | pļakšai                | plepei                | pļāpam                   | pļakšai                   | plepiui                   |
| G              | galvas         | golvys         | galvos         | daļas          | dalis          | pļāpas                | pļakšis                | plepės                | pļāpas                   | pļakšis                   | plepio                    |
| L              | galvā          | golvā          | galvoje        | daļā           | daļā           | pļāpā                 | pļakšā                 | plepėje               | pļāpā                    | pļakšā                    | plepyje                   |
| I              | —              | —              | galva          | —              | —              | —                     | —                      | plepe                 | —                        | —                         | plepiu                    |
| Többes szám    |                |                |                |                |                |                       |                        |                       |                          |                           |                           |
| N              | galvas         | golvys         | galvos         | daļas          | dalis          | pļāpas                | pļakšis                | plepės                | pļāpas                   | pļakšis                   | plepiai                   |
| A              | galvas         | golvys         | galvas         | daļas          | dalis          | pļāpas                | pļakšis                | plepes                | pļāpas                   | pļakšis                   | plepius                   |
| D              | galvām         | golvom         | galvoms        | daļām          | daļom          | pļāpām                | pļakšom                | plepėms               | pļāpām                   | pļakšom                   | plepiams                  |
| G              | galvu          | golvu          | galvų          | daļu           | daļu           | pļāpu                 | pļakšu                 | plepių                | pļāpu                    | pļakšu                    | plepių                    |
| L              | galvās         | golvuos        | galvose        | daļās          | daļuos         | pļāpās                | pļakšuos               | plepėse               | pļāpās                   | pļakšuos                  | plepiuose                 |
| I              | —              | —              | galvomis       | —              | —              | —                     | —                      | plepėmis              | —                        | —                         | plepiais                  |

A nőnemű szavaknál a lett és a latgal között különbség van az egyes szám birtokos eset, valamint a többes szám szinte minden esetének végződésében. Ahol a lettben -as áll, ott a latgalban -ys vagy -is a végződés. Megjegyzendő azonban, hogy a lett irodalmi nyelv hatására a latgalban is kialakult az -ys-nak és az -is-nek -as alakú alternánsa. Az -is végződés akkor jelenik meg, ha a szótő utolsó hangja palatális. Az -is végződés depalatalizálja az előtte álló ļ és ņ hangokat.
A többes szám részeseset -ām : -om és a többes szám -ās : -ous szembenállás a két nyelvváltozat jellemző hangzásbeli eltéréseit mutatja.
A közös nemű szavakat a személy valódi nemétől függetlenül a latgalban ugyanúgy kell ragozni, ugyanakkor a lettben lévő különbségtétel hatására, amely csak az egyes szám részesesetet érinti, a latgalban is kialakult a hímnemű végződés használata. Azaz a 'pletykás (férfi)' jelentésű szónak egyes szám részesesetű pļakšai alakjának van pļakšam alternánsa is.
A lett és a latgal negyedik deklinációs nőnemű szavaknak a litvánban a harmadik deklinációs nőnemű szavak felelnek meg, amelyek a következő hangokra végződhetnek: -a, -ai, -i vagy -ė. A litvánban nem jellemzőek a közös nemű szavak, itt a férfit és a nőt jelentő szavak mindig eltérő végződéssel bírnak.

#### V. deklináció
Az ötödik deklinációba az -e végű nőnemű szavak és az -e végű közös nemű szavak tartoznak.
| V. deklináció | V. deklináció | V. deklináció | V. deklináció | V. deklináció | V. deklináció | V. deklináció |
| ------------- | ------------- | ------------- | ------------- | ------------- | ------------- | ------------- |
|               | 'föld'        | 'föld'        | 'föld'        | 'méh'         | 'méh'         | 'méh'         |
|               | Lett          | Latgal        | Litván        | Lett          | Latgal        | Litván        |
|               | -e            | -e            | -ė            | -e            | -e            | -ė            |
|               | zeme 'föld'   | zeme 'föld'   | žemė 'föld'   | bite 'méh'    | bite 'méh'    | bitė 'méh'    |
| Egyes szám    |               |               |               |               |               |               |
| N             | zeme          | zeme          | žemė          | bite          | bite          | bitė          |
| A             | zemi          | zemi          | žemę          | biti          | biti          | bitę          |
| D             | zemei         | zemei         | žemei         | bitei         | bitei         | bitei         |
| G             | zemes         | zemis         | žemės         | bites         | bitis         | bitės         |
| L             | zemē          | zemē          | žemėje        | bitē          | bitē          | bitėje        |
| I             | —             | —             | žeme          | —             | —             | bite          |
| Többes szám   |               |               |               |               |               |               |
| N             | zemes         | zemis         | žemės         | bites         | bitis         | bitės         |
| A             | zemes         | zemis         | žemes         | bites         | bitis         | bites         |
| D             | zemēm         | zemem         | žemėms        | bitēm         | bitem         | bitėms        |
| G             | zemju         | zemu          | žemių         | bišu          | bišu          | bitių         |
| L             | zemēs         | zemēs         | žemėse        | bitēs         | bitēs         | bitėse        |
| I             | —             | —             | žemėmis       | —             | —             | bitėmis       |

Ahol a lettben -es végződést találunk, ott a latgalban -is van, a többes szám részesesetben pedig az -ēm helyett -em áll.
Mind a lettben, mind a latgalban az ötödik deklináció szavakban a többes szám birtokos esetben palatalizáció játszódik le a tőben. A -b-, -m-, -p- hangokra végződő szavak, akárcsak a második deklinációban, itt sem kapnak j-betoldás, nem úgy, mint a lettben. Mivel nincsenek -ļe és -ņe végű szavak, ezért ebben a deklinációban nincs ilyen típusú depalatalizáció. A lett és latgal ötödik deklinációjának a litvánban a harmadik deklináció -ė szavainak ragozása feleltethető meg.

#### VI. deklináció
A hatodik deklinációba -s végű nőnemű szavak tartoznak. Ez a deklináció nem nyitott, azaz csak kevés szó tartozik ide, új elemekkel pedig nem bővül.
| V. deklináció | V. deklináció | V. deklináció | V. deklináció | V. deklináció | V. deklináció | V. deklináció | V. deklináció | V. deklináció | V. deklináció | V. deklináció | V. deklináció | V. deklináció |
| ------------- | ------------- | ------------- | ------------- | ------------- | ------------- | ------------- | ------------- | ------------- | ------------- | ------------- | ------------- | ------------- |
|               | 'szív'        | 'szív'        | 'szív'        | 'éjszaka'     | 'éjszaka'     | 'éjszaka'     | 'szem'        | 'szem'        | 'szem'        | 'hal'         | 'hal'         | 'hal'         |
|               | Lett          | Latgal        | Litván        | Lett          | Latgal        | Litván        | Lett          | Latgal        | Litván        | Lett          | Latgal        | Litván        |
|               | -s            | -s            | -is           | -s            | -s            | -is           | -s            | -s            | -is           | -s            | -s            | -is           |
|               | sirds         | sirds         | širdis        | nakts         | nakts         | naktis        | acs           | acs           | akis          | zivs          | zivs          | žuvis         |
|               | egyes szám    |               |               |               |               |               |               |               |               |               |               |               |
| N             | sirds         | sirds         | širdis        | nakts         | nakts         | naktis        | acs           | acs           | akis          | zivs          | zivs          | žuvis         |
| A             | sirdi         | sirdi         | širdį         | nakti         | nakti         | naktį         | aci           | aci           | akį           | zivi          | zivi          | žuvį          |
| D             | sirdij        | sirdei        | širdžiai      | naktij        | naktei        | nakčiai       | acij          | acei          | akiui/akiai   | zivij         | zivei         | žuviai        |
| G             | sirds         | sirds         | širdies       | nakts         | nakts         | nakties       | acs           | acs           | akies         | zivs          | zivs          | žuvies        |
| L             | sirdī         | sirdī         | širdyje       | naktī         | naktī         | naktyje       | acī           | acī           | akyje         | zivī          | zivī          | žuvyje        |
| I             | —             | —             | širdimi       | —             | —             | naktimi       | —             | —             | akimi         | —             | —             | žuvimi        |
|               | egyes szám    |               |               |               |               |               |               |               |               |               |               |               |
| N             | sirdis        | sirds/sirdis  | širdys        | naktis        | nakts/naktis  | naktys        | acis          | acs/acis      | akys          | zivis         | zivs/zivis    | žuvys         |
| A             | sirdis        | sirds/sirdis  | širdis        | naktis        | nakts/naktis  | naktis        | acis          | acs/acis      | akis          | zivis         | zivs/zivis    | žuvis         |
| D             | sirdīm        | sirdim        | širdims       | naktīm        | naktim        | naktims       | acīm          | acim          | akims         | zivīm         | zivim         | žuvims        |
| G             | siržu         | siržu         | širdžių       | nakšu         | nakšu         | naktų         | acu           | ocu           | akų/akių      | zivju         | zyvu          | žuvų          |
| L             | sirdīs        | sirdīs        | širdyse       | nāktīs        | naktīs        | naktyse       | acīs          | acīs          | akyse         | zivīs         | zivīs         | žuvyse        |
| I             | —             | —             | širdimis      | —             | —             | naktimis      | —             | —             | akimis        | —             | —             | žuvimis       |

Ragozásbeli különbség van a lett és a latgal között az egyes és többes szám részesesetben. A latgalban a többes szám alanyesetű és tárgyesetű alakok megegyeznek az egyes szám alanyesettel, ennek a két alaknak azonban vannak olyan alternánsai, amely a lett alakokkal egyeznek meg. Mind a lettben, mind a latgalban palatalizációs változások történnek a többes szám birtokos esetben. (Bizonyos szavaknál a litvánban is.) A latgal különlegessége, hogy két olyan szóban, amelyben a palatalizáció nem tud lejátszódni, magánhangzó-változás történik: acs — ocu, zivs — zyvu.

### Igeragozás
A lett nyelvtanok három konjugációt különböztetnek meg az ige három töve alapján, amely tövek a főnévi igenév, a jelen idő és a múlt idő töve. Az első konjugációba tartozó igék esetében a három tő jelentősen eltérhet egymástól magánhangzó- és mássalhangzó-váltakozás, valamint hiátustöltő hangok és képzők megjelenésében és hiányában. A második és a harmadik konjugációban nem jellemzők a hangváltozások, ezért ennek a két konjugációnak az igéin mutatjuk be a lett és a latgal különbségeit.

#### II. konjugáció
A latgal igék második konjugációjába olyan igék tartzonak, amelyek főnévi igeneve -uot, -ēt vagy -iet alakokra végződnek.
| II. konjugáció | II. konjugáció | II. konjugáció | II. konjugáció | II. konjugáció | II. konjugáció | II. konjugáció | II. konjugáció | II. konjugáció | II. konjugáció | II. konjugáció | II. konjugáció |
|                | 'mosni'        | 'mosni'        | 'mosni'        | 'élni'         | 'élni'         | 'élni'         | 'keresni'      | 'keresni'      | 'vadászni'     | 'vadászni'     | 'vadászni'     |
|                | Lett           | Latgal         | Litván         | Lett           | Latgal         | Litván         | Lett           | Latgal         | Lett           | Latgal         | Litván         |
| -------------- | -------------- | -------------- | -------------- | -------------- | -------------- | -------------- | -------------- | -------------- | -------------- | -------------- | -------------- |
|                | -āt            | -uot           | -oti           | -ot            | -uot           | -ti            | -ēt            | -ēt            | -īt            | -eit           | -oti           |
|                | mazgāt         | mozguot        | mazgoti        | dzīvot         | dzeivuot       | gyventi        | meklēt         | meklēt         | medīt          | medeit         | medžioti       |
|                | jelen idő      |                |                |                |                |                |                |                |                |                |                |
| E/1            | mazgāju        | mozgoju        | mazgoju        | dzīvoju        | dzeivoju       | gyvenu         | meklēju        | mekleju        | medīju         | medeju         | medžioju       |
| E/2            | mazgā          | mozgoj         | mazgoji        | dzīvo          | dzeivoj        | gyveni         | meklē          | meklej         | medī           | medej          | medžioji       |
| E/3            | mazgā          | mozgoj         | mazgoja        | dzīvo          | dzeivoj        | gyvena         | meklē          | meklej         | medī           | medej          | medžioja       |
| T/1            | mazgājam       | mozgojam       | mazgojame      | dzīvojam       | dzeivojam      | gyvename       | meklējam       | meklejam       | medījam        | medejam        | medžiojame     |
| T/2            | mazgājat       | mozgojat       | mazgojate      | dzīvojat       | dzeivojat      | gyvenate       | meklējat       | meklejat       | medījat        | medejat        | medžiojate     |
| T/3            | mazgā          | mozgoj         | mazgoja        | dzīvo          | dzeivoj        | gyvena         | meklē          | meklej         | medī           | medej          | medžioja       |
|                | múlt idő       |                |                |                |                |                |                |                |                |                |                |
| E/1            | mazgāju        | mozguoju       | mazgojau       | dzīvoju        | dzeivuoju      | gyvenau        | meklēju        | meklieju       | medīju         | medeju         | medžiojau      |
| E/2            | mazgāji        | mozguoji       | mazgojai       | dzīvoji        | dzeivuoji      | gyvenai        | meklēji        | meklieji       | medīji         | medeji         | medžiojai      |
| E/3            | mazgāja        | mozguoja       | mazgojo        | dzīvoja        | dzeivuoja      | gyveno         | meklēja        | meklieja       | medīja         | medeja         | medžiojo       |
| T/1            | mazgājām       | mozguojom      | mazgojome      | dzīvojam       | dzeivuojom     | gyvenome       | meklējām       | mekliejom      | medījām        | medejom        | medžiojome     |
| T/2            | mazgājāt       | mozguojot      | mazgojote      | dzīvojat       | dzeivuojot     | gyvenote       | meklējāt       | mekliejot      | medījāt        | medejot        | medžiojote     |
| T/3            | mazgāja        | mozguoja       | mazgojo        | dzīvoja        | dzeivuoja      | gyveno         | meklēja        | meklieja       | medīja         | medeja         | medžiojo       |

A lett igék második konjugációjában -āt, -ot, -ēt és -īt végű igék tartoznak, ezek megfeleltethetők a latgal második konjugációs formáknak. Az -ēt végűek mindkét nyelvben azonos alakúak, a lett -īt a latgalban -iet, a lett -āt és -ot végűek pedig a hangváltozásoknak köszönhetően egy egységes -uot végű csoportot alkotnak a latgalban.
A legnagyobb különbség a két nyelvben, hogy míg a jelen és a múlt idejű alakokat a lettben csak a személyragok különböztetik meg, addig a latgalban az -uot és az -ēt végűeknél tőbeli magánhangzó-váltakozás is megfigyelhető. Az -out végűeknél tővégi o : uo, az -ēt végűeknél e : ie változás történik. Ennek köszönhetően a latgalban a jelen idejű és a múlt idejű egyes szám első személyű alakok különböznek, míg a lettben egybeesnek.
Mind a lettben, mind a latgalban lekoptak a jelen idejű személyragok az egyes szám második és a harmadik személyű alakokban. (Ezek a litvánban minden esetben megőrződtek.) Míg azonban a lettben ezekben a formákban a tővégi hiátustöltő j hang is leredukálódott, addig a latgalban megmaradtak. Ez a három alak viszont így is mind a két nyelvben egybeesik egymással.
A jelen idejű és a múlt idejű személyragok különbségei a két nyelvváltozatban ugyanarra épülnek: egyrészt a személyragok meglétére vagy hiányára (egyes szám második személyben, valamint a harmadik személyű alakokban), illetve a személyragok hangváltozásában (többes szám első és második személyben). Az egyes szám első személyű személyragok mindig azonosak.

#### III. konjugáció
A harmadik konjugációba -iet, -ēt és -ynout főnévi igenévi végződésű szavak tartoznak. A harmadik konjugációs igéknek két csoportja van, az -iet végűek esetében a jelen időben a múlt idő személyragjai jelennek meg, az -ēt és -ynout végűeknél a jelen idő egyes szám második személyben megjelenik az -i személyrag, a harmadik személyek viszont jelöletlenek.
| III. konjugáció | III. konjugáció | III. konjugáció | III. konjugáció | III. konjugáció | III. konjugáció | III. konjugáció | III. konjugáció | III. konjugáció | III. konjugáció |
|                 | 'csinálni'      | 'csinálni'      | 'csinálni'      | 'hinni'         | 'hinni'         | 'hinni'         | 'tudni'         | 'tudni'         | 'tudni'         |
|                 | Lett            | Latgal          | Litván          | Lett            | Latgal          | Litván          | Lett            | Latgal          | Litván          |
| --------------- | --------------- | --------------- | --------------- | --------------- | --------------- | --------------- | --------------- | --------------- | --------------- |
|                 | -īt             | -eit            | -yti            | -ēt             | -ēt             | -ėti            | -ināt           | -ynuot          | -oti            |
|                 | darīt           | dareit          | daryti          | ticēt           | ticēt           | tikėti          | zināt           | zynuot          | žinoti          |
|                 | jelen idő       |                 |                 |                 |                 |                 |                 |                 |                 |
| E/1             | daru            | doru            | darau           | ticu            | tycu            | tikiu           | zinu            | zynu            | žinau           |
| E/2             | dari            | dori            | darai           | tici            | tici            | tiki            | zini            | zyni            | žinai           |
| E/3             | dara            | dora            | daro            | tic             | tic             | tiki            | zina            | zyn             | žino            |
| T/1             | darām           | dorom           | darome          | ticam           | ticim           | tikime          | zinām           | zynim           | žinome          |
| T/2             | darāt           | dorot           | darote          | ticat           | ticit           | tikite          | zināt           | zynit           | žinote          |
| T/3             | dara            | dora            | daro            | tic             | tic             | tiki            | zina            | zin             | žino            |
|                 | múltidő         |                 |                 |                 |                 |                 |                 |                 |                 |
| E/1             | darīju          | dareju          | dariau          | ticēju          | ticeiju         | tikėjau         | zināju          | zynuoju         | žinojau         |
| E/2             | darīji          | dareji          | darei           | ticēji          | ticeiji         | tikėjai         | zināji          | zynuoji         | žinojai         |
| E/3             | darīja          | dareja          | darė            | ticēja          | ticeija         | tikėjo          | zināja          | zynuoja         | žinojo          |
| T/1             | darījām         | darejom         | darėme          | ticējām         | ticeijom        | tikėjome        | zinājām         | zynuojom        | žinojome        |
| T/2             | darījāt         | darejot         | darėte          | ticējāt         | ticeijot        | tikėjote        | zinājāt         | zynuojot        | žinojote        |
| T/3             | darīja          | dareja          | darė            | ticēja          | ticeija         | tikėjo          | zināja          | zynuoja         | žinojo          |

A latgal -eit végződésű igék a lettben -īt végződésűeknek felelnek meg. A latgalban első szótagi magánhangzó-váltakozások történnek a jelen idejű tövekben, amelyeknek két típusa az a : o: a és az i : y: i változás. A lettben ez nem jellemző. A jelen idő tövéhez képest a múlt idő töve egy -ej- betoldással bővül. Ebben a csoportban a jelen időben is a múlt időre jellemző személyragok jelennek meg.
A latgal -ēt végű igék a lettben is -ēt végűek. Hangváltozás csak a jelen idő egyes szám első személyben történik: az i-ből y, az e-ből a lesz. A lettben a tő állandó. A múlt idő töve -eij- szótaggal bővül. A jelen idő egyes szám második személyben van, harmadik személyben viszont nincs személyrag.
Az -ynuo- tővégződés a lett az -inā- képzőnek felel meg. Ebben a csoportban nincs magánhangzó-váltakozás sem a latgalban, sem a lettben. A múlt idő töve -ouj- elemmel bővül. Ebben az esetben is jelen idő egyes szám második személyben van, harmadik személyben viszont nincs személyrag.

#### Rendhagyó igék
A lett nyelvtanok hagyományosan három rendhagyó igét különböztetnek meg: a būt 'lenni', iet 'menni' és a dot 'adni' jelentésű igéket (latgalul: byut, īt és dūt), de ezek közül csak a būt és az iet valóban rendhagyó, mert csak ebben a kettőben találunk szuppletív, azaz egymást kiegészítő töveket a jelen és a múlt időben, és csak ebben a kettőben vannak szabálytalan ragok.
|     | 'lenni'   | 'lenni'      | 'lenni' | 'menni' | 'menni' | 'menni' |
| --- | --------- | ------------ | ------- | ------- | ------- | ------- |
|     | Lett      | Latgal       | Litván  | Lett    | Latgal  | Litván  |
|     | būt       | byut         | būti    | iet     | īt      | eiti    |
|     | jelen idő |              |         |         |         |         |
| E/1 | esmu      | asmu/asu     | esu     | eju     | īmu     | einu    |
| E/2 | esi       | esi          | esi     | ej      | ej      | eini    |
| E/3 | ir        | ir/irā/irajd | yra     | iet     | īt      | eina    |
| T/1 | esam      | asam         | esame   | ejam    | īmam    | einame  |
| T/2 | esat      | asat         | esate   | ejat    | ejat    | einate  |
| T/3 | ir        | ir/irā/irajd | yra     | iet     | īt      | eina    |
|     | múlt idő  |              |         |         |         |         |
| E/1 | biju      | beju         | buvau   | gāju    | guoju   | ėjau    |
| E/2 | biji      | beji         | buvai   | gāji    | guoji   | ėjai    |
| E/3 | bija      | beja         | buvo    | gāja    | guoja   | ėjo     |
| T/1 | bijām     | bejom        | buvome  | gājām   | guojom  | ėjome   |
| T/2 | bijāt     | bejot        | buvote  | gājāt   | guojot  | ėjote   |
| T/3 | bija      | beja         | buvo    | gāja    | guoja   | ėjo     |

A litván nyelvben a lettel és a latgallal szemben a 'menni' jelentésű ige múlt idejű alakjait nem egy eltérő tőből kell létrehozni.

## Szókészletbeli különbségek a lett és a latgal között
A latgalban és a lettben jelentős szókészletbeli eltéréseket találunk akár az alapszókincsben is. A különbségek minden szófajt érintenek: a névszókat, az igéket, a névmásokat és a viszonyszókat is. Gyakran előfordul, hogy a közbalti szókincsből örökölt szavak hasonló hangalakkal, de eltérő jelentéssel jelennek meg, vagy bizonyos átvételek egyik-másik nyelvből elmaradnak. Ugyanakkor megfigyelhető, hogy a szókészleten belül a szóalkotás logikája sok hasonlóságot mutat a három nyelvben.
| Lett                                                                               | Latgal                                                                        | Litván                                                                          | Magyarázat |
| ---------------------------------------------------------------------------------- | ----------------------------------------------------------------------------- | ------------------------------------------------------------------------------- | --- |
| ziemeļi ’észak’ austrumi ’kelet’ dienvidi ’dél’ rietumi ’nyugat’                   | pūstumi ’észak’ rieti ’kelet’ dīnavydi ’dél’ vokori ’nyugat’                  | šiaurė ’észak’ rytai ’kelet’ pietys ’dél’ vakarai ’nyugat’                      | A három balti nyelvben jól tettenérhető az a szemléletmód, amely összeköti az egyes égtájakat a napszakokkal és évszakokkal. Bár a képzés alapját jelentő tövek az egyes nyelvekben eltérőek. A lett ziemeļi ’észak’ jelentésű szó formailag a ziemelis ’északi szél’ többes számának felel meg. Mindkét szó töve a zeima ’tél’ jelentésű szóval hozható összefüggésbe. A latgal pūstumi-ban szintén az északi szélre való utalás található, a pūst ige a lettben ’fúj’ jelentésű. A lett austrumi ’kelet’ szó tövében ugyanaz a tő van, mint az ausma ’hajnal’ és az aust ’hajnalodni, virrad’ szavakban. A lettben is létezik egy a költői nyelvben használatos rīti szó, amely ’kelet’ jelentésű, és amely rokon a latgal és a litván változattal. Mindhárom szó az adott nyelv ’reggel’ jelentésű szavának többes száma: lett rīts, latgal reits, litván rytas. A határozószói formájú lett rīt és latgal reit ’holnap’ jelentésű. A lett és a latgal ’dél’ jelentésű szavak a ’nap’ és a ’közép’ tagokból állnak, amelyek a délre mint napszakra utalnak. A litvánpietys a pietūs ’dél mint napszak; ebéd’ szóval rokon. A lett rietumi ’nyugat’ a rietēt ’(a nap) lemegy, lenyugszik’ szóból származik. A latgal vokori a vokors ’vacsora’ jelentésű (lettül vakars) szó többes száma. A lettben a vakar határozószó ’tegnap’ jelentésű.                |
| ģimene ’család’ saime ’család’ cilts ’törzs’ ģints/dzimta ’nemzetség’ dzimte ’nem’ | saime ’család’ draudze ’család’ dzimte ’törzs’ ciļts ’nemzetség’ kuorta ’nem’ | gimenė ’nemzetség’ šaima ’család’ gentis ’törzs’ gentis ’nemzetség’ lytis ’nem’ | A családi kötődés különböző formáit és fokait az egyes balti nyelvekben gyakran azonos eredetű szóval, de eltérő jelentéssel használják. A lett ģimene ’család’ szó a litván gimenė ’nemzetség’ átvétele. A latgalban a saime ’család’ szót használják, amely a litván šaima ’család’ kölcsönzése. A lettben is megvan ez a szó, de a lett saime más típusú családot jelent, elsősorban olyan állati közösségekre használják, amelyek azonos anyától származnak (pl.: bišu saime ’méhcsalád, kaptár’), a nyelvészetben a nyelvcsaládokat jelöli (pl.: indoeiropiešu valodu saime ’indoeurópai nyelvcsalád’) vagy egyéb közösségekre alkalmazzák (pl.: rakstnieku saime ’az írók családja’). Az ilyen közösségeket a latgalban draudze-nek hívják, ami a lettben olyan egyházi adminisztratív és területi egységet jelent, amely egy templom köré szerveződik, fordítható tehát 'gyülekezet'-nek, 'plébániá'-nak, de bizonyos esetekben 'község'-nek is. A lett cilts ’törzs’ szó a latgalban ciļts formában ’nemzetség’-et jelent. A lett ģints ’nemzetség’ azonos tőből származik a litván gentis-szel, ami ’törzs’-et és ’nemzetség’-et is jelent. A latgalban a ’törzs’-et a dzimte jelöli, ami a lettben ’nyelvtani nem’ jelentésű (pl.: vīriešu dzimte ’hímnem’, sieviešu dzimte ’nőnem’). A dzimte és a dzimta szavak a dzimt ’szülni’ szó származékai. |
| lasīt ’olvas’ lasīt ’gyűjt’ skaitīt ’számol’                                       | skaiteit ’olvas’ laseit ’gyűjt’ skaiteit ’számol’                             | skaityti ’olvas’ rinkti ’gyűjt’ skaičiuoti ’számol’                             | A lett lasīt szónak két jelentése van, első számú használatában azt jelenti, hogy ’olvas’. Ebben a jelentésében a latgalban a skaiteit, a litvánban pedig skaityti felel meg neki. Ezek az igék azonos tővel bírnak, mint a ’szám’ jelentésű főnevek: lett és latgal skaits ’szám’ és skaitlis ’szám, számjegy’, valamint a litván skaičius ’szám’ és skaitmuo ’szám, számjegy’. Mind a három nyelvben szintén ebből a tőből származnak a ’számol’ jelentésű igék: lett skaitīt ’számol’, latgal skaiteit ’olvas’ és litván skaičiuoti ’számol’. Számos nyelvben előfordul, hogy a ’számol’ és az ’olvas’ jelentésű ige kapcsolatban áll egymással, a magyar olvas szónak is volt ’számol’ jelentése, és összefüggésbe hozzák például a finn lukea ’olvas’ és luku ’szám’ szavakkal. A lasīt második, ritkább jelentése a ’gyűjt’, ebben az értelemben megfelel neki a latgal laseit ’gyűjt’ ige. (A lettben gyakrabban használt a vākt ’gyűjteni’ szó.) |
| viņš ’ő (hn.)’ viņa ’ő (nn.)’ viņi ’ők (hn.)’ viņas ’ők (nn.)’                     | jis ’ő (hn.)’ jī ’ő (nn.)’ jei ’ők (hn.)’ juos ’ők (nn.)’                     | jis ’ő (hn.)’ ji ’ő (nn.)’ jie ’ők (hn.)’ jos ’ők (nn.)’                        | Fontos különbség a lett és a latgal között, hogy a harmadik személyű személyes névmások jelentősen eltérnek egymástól. A latgal alakok a litván formákkal mutatnak rokonságot. Az alakok eredetére vonatkozóan számos elmélet született. Egyes elképzelések szerint a viņš töve azonos a lett viens ’egy’ jelentésű szóéval, mások szerint a viņš végén található palatális hangok annak a jelei, hogy az adott tőhöz éppen a jis típusú névmások csatlakoztak: *vin- + *jis. Annyi bizonyos, hogy a lett alakok eredetileg élettelen dolgokra vonatkoztak, amit mai ilyetén használatuk is bizonyít. A litván névmásokat az indoeurópai alapnyelv harmadik személyű személyes névmássaiból eredeztetik. |
| tas ’az (hn.)’ tā ’az (nn.)’ šis ’ez (hn.)’ šī ’ez (nn.)’                          | tys ’az (hn.)’ tei ’az (nn.)’ itys ’ez (hn.)’ itei ’ez (nn.)’                 | tas ’az (hn.)’ ta ’az (nn.)’ ši ’ez (hn.)’ šis ’ez (nn.)’                       | A lettben és a litvánban a távolra mutató névmások t-vel kezdődnek, és mély hangrendű magánhangzók találhatók bennük. A közelre mutatók š-sel kezdődnek, és magánhangzójuk magas hangrendű. A két típust eltérő indoeurópai alapnyelvi névmási tőre vezetik vissza, és más ragozási típusba is tartoznak. A latgalban viszont a két csoport csak annyiban különbözik, hogy a közelre mutatók a távolra mutatókból jöttek létre egy szókezdő i- hozzáadásával, ragozásuk pedig megegyezik. E tekintetben a lett és a litván áll közelebb egymáshoz. |
| jā ’igen’ nē ’nem’ un ’és’ kāpēc ’miért’ kādēļ ’miért’                             | nui ’igen’ nā ’nem’ i ’és’ parkū ’miért’ deļkuo ’miért’                       | taip ’igen’ ne ’nem’ ir ’és’ kodėl ’miért’ kodėl ’miért’                        | Az igenlést kifejező jā szó a lettbe a németből került át. A latgal és a litván alakok eltérnek egymástól és a lettől is. A lett un ’és’ szintén a németből számarzik, a latgalban az i feltehetően a litván ir rövidült formája. A lett kāpēc a kas kérdő és mutató névmás birtokos esetű formája, amelyhez a pēc ’szerint’ jelentésű névutó csatlakozott. A latgalban a tagok sorrendje fordított, a kū, amely a latgal kas tárgyesete, együtt áll a par ’-ként’ jelentésű elöljárószóval. A lett pēc és a latgal par egyes jelentéseikben megegyeznek egymással. A lett kādēļ a birtokos esetű kā és a dēļ ’miatt’ jelentésű névutó összeolvadásának eredménye. A latgal deļkuo ugyanezen analógia szerint jött létre: a kuo a névmás birtokos esetű alakja, a lett dēļ névutónak a latgalban a deļ elöljárószó felel meg. Ugyanilyen típusú az összetétel a litván kodėl. A lettben finnugor hatásra jelentek meg a névutók. Egyes szavak elöljárószóként és névutóként is használhatók, pozíciójukból fakadóan pedig eltérő a jelentésük. A latgalban és a litvánban nem érvényesült ilyen hatás, és nem jellemzőek a névutók. |

## Latgal nyelvű irodalom és szövegminta
Bojtár Endre monográfiájában közli a latgal újjászületési mozgalom kiemelkedő alakjának, Francis Kemps-nek 1906-ban megjelent Tāvu zeme című versét, annak lett átiratát és magyar fordítását.
| Latgalul | Lettül | Magyarul |
| --- | --- | --- |
| Tāvu zeme Tāvu zeme, vōrgu zeme Kō tu guli tymsumā? Celīs, tovas dryvas, pļovas Sābri kōjom samyna! — ♦ — Tāvu zeme, paplēt acis, Verīs, gaismas saule lāc; Sābri pļaun jau zalta kvīšus, Tovys teirums nav vēļ sāts. Tāvu zeme, vōrgu zeme, Celīs, sovus dālus sauc; — ♦ — Verīs, cik vēļ dorba prikšā — ♦ — Un cik tōl jau sveši ļauds! | Tēvu zeme Tēvu zeme, vergu zeme Ko tu guli tumsumā? Celies, tavas druvas, pļavas Sābri kājām samina! — ♦ — Tēvu zeme, paplēt acis, Veries, gaismas saule lec; Sābri pļaun jau zelta kviešus, Tavs tīrums nav vēl sēts. Tevu zeme, vergu zeme, Celies, savus dēlus sauc; — ♦ — Veries, cik vēl darba priekša — ♦ — Un cik tālu jau sveši ļaudis! | Atyá(in)k földje Atyák földje, rabok földje, Miért alszol sötétségben? Kelj fel, földjeidet, rétjeidet Gaz bandák lábbal tiporják! — ♦ — Apák földje, nyisd ki szemed, Nézd, felkel a fény napja; A gaz bandák már kaszálják az arany búzát, A te földed még nincs bevetve. Atyák földje, rabok földje, Kelj fel, szólítsd fiaidat; — ♦ — Nézd, mennyi munka van még előttünk — ♦ — És mily messze vannak már az idegen emberek! |

A Miatyánk latgal, lett és magyar változata:
| Latgalul | Lettül | Magyarul |
| --- | --- | --- |
| Myusu Tāvs Myusu Tāvs, kurs esi dabasūs, slaveits lai tūp Tovs vōrds. Lai atnōk Tova Vaļsteiba. Tova vaļa lai nūteik, kai dabasūs, tai ari vērs zemes. Myusu ikdīneiškū maizi dūd mums šudiņ. I atlaid mums myusu porōdus, kai i mes atlaižam sovim porōdnīkim. In naved myusu kārdynōšonā, bet izglōb myusus nu ļauna. Amen. | Tēvreize Mūsu Tēvs, debesīs, Svētīts lai top Tavs vārds. Lai nāk Tava Valstība. Tavs prāts lai notiek, kā debesīs, tā arī virs zemes. Mūsu dienišķo maizi dod mums šodien. Un piedod mums mūsu parādus, kā arī mēs piedodam saviem parādniekiem. Un neieved mūs kārdināšanā, bet atpestī mūs no ļauna. Āmen. | Miatyánk Mi Atyánk, aki a mennyekben vagy, Szenteltessék meg a Te neved. Jöjjön el a Te országod. Legyen meg a Te akaratod, amint a mennyben, úgy a földön is. Mindennapi kenyerünket add meg nekünk ma. És bocsásd meg vétkeinket, miképpen mi is megbocsátunk az ellenünk vétkezőknek. És ne vígy minket kísértésbe, de szabadíts meg a gonosztól. Ámen. |

A lett hímnusz latgalul, lettül és magyarul:
| Latgalul | Lettül | Magyarul |
| --- | --- | --- |
| Latvijas himna Dievs, svētī Latviju, Mūs' dārgo tēviju, Svētī jel Latviju, Ak, svētī jel to! — ♦ — Kur latvju meitas zied, Kur latvju dēli dzied, Laid mums tur laimē diet, Mūs' Latvijā! | Latvejys gimnys Dīvs, svētej Latveju, Myus duorgū tēviju, Svētej i Latveju, Ak svētej i tū! — ♦ — Kur latvu meitas zīd, kur latvu dāli dzīd, Laid mums tur laimē dzyguot, Myus' Latvijā! | Lettország hímnusza Isten, áld meg Lettországot, A mi drága hazánkat, Áld meg hát Lettországot, Oh, áld meg hát! — ♦ — Ahol lett lányok virulnak, Ahol lett ifjak énekelnek, Engedj minket ott boldogságban táncolni, A mi Lettországunkban! |